# Emidio Oddi
Pour les articles homonymes, voir Oddi (homonymie).
Emidio Oddi est un footballeur italien né le 22 juillet 1956 à Castorano. Il évoluait au poste de défenseur.

## Biographie
Emidio Oddi commence sa carrière au sein du Sulmona Calcio (en) en 1976.
En 1977, il devient joueur d'Ascoli Calcio.
Oddi est joueur du Fermana FC durant la saison 1977-1978 puis de l'A.C. Ancona (en) en 1978-1979.
Il devient joueur du Hellas Vérone en 1979 qui évolue en Serie B.
Le club remporte la deuxième division en 1981-82 et Oddi dispute une saison en première division italienne.
Il est notamment joueur de l'AS Roma de 1983 à 1989.
Lors de la campagne de Coupe des clubs champions en 1983-84, il joue sept matchs, il inscrit un but lors du quart de finale retour contre le BFC Dynamo. Il reste sur le banc lors de la finale perdue contre Liverpool.
Il remporte la Coupe d'Italie à deux reprises en 1984 et en 1986.
En 1989, Oddi rejoint l'Udinese Calcio. Après trois saisons avec ce club, il raccroche les crampons en 1992.
Le bilan de la carrière d'Oddi en championnat s'élève à 203 matchs disputés pour quatre buts inscrits en première division italienne. En compétitions européennes, il dispute sept matchs pour un but inscrit en Coupe des clubs champions, cinq matchs pour aucun but inscrit en Coupe des vainqueurs de coupe et quatre matchs pour aucun but en Coupe UEFA.

## Palmarès
Hellas Vérone FC
- Serie B (1) :
  - Vainqueur : 1981-82.

 AS Roma
- Coupe d'Italie (2) :
  - Vainqueur : 1983-84 et 1985-86.